# مغز مصنوعی
مغز مصنوعی (یا ذهن مصنوعی) یک نرم‌افزار یا سخت‌افزار همراه با توانایی‌های شناختی شبیه به مغز حیوان یا انسان است.
تحقیقات در زمینه «مغز مصنوعی» و شبیه‌سازی مغز سه نقش مهم در علم دارد:
1. شناخت علوم اعصاب، تلاش متخصصین اعصاب برای فهمیدن طریقهٔ کار کردن مغز انسان است.[۳]
2. طبق تجربهٔ فلسفهٔ هوش مصنوعی، ایجاد یک ماشین که توانایی‌های انسان را داشته باشد، وجود دارد.
3. یک پروژه بلند مدت برای ایجاد ماشین‌های نمایش رفتار مشابه با حیوانات با سیستم عصبی پیچیده مرکزی مانند پستانداران و به ویژه انسان است. هدف نهایی ایجاد یک دستگاه نشانگر رفتار یا همانند هوش انسان هوش عمومی مصنوعی قوی نامیده می‌شود.

یک مثال از مورد اول این است که محققان در دانشگاه استون بیرمنگام انگلستان با استفاده از سلول‌های بیولوژیک و ایجاد خوشه‌های عصبی به درمان‌های جدیدی نورون حرکتی آلزایمر، و بیماری پارکینسونراه یافتند.
اتاق چینی جان سرل، انتقاد هیبرت دریفوس از AI یا بحث راجر پنروه در ذهن جدید امپراتور است. این منتقدان ادعا می‌کنند ماشین‌ها نمی‌توانند آگاهی‌ها و دانش‌های انسان را شبیه‌سازی کنند. یک پاسخ به استدلال‌های آنها این است که فرایندهای بیولوژیکی داخل مغز می‌تواند به هر درجه دقت شبیه‌سازی شود. این پاسخ در اوایل سال ۱۹۵۰ توسط آلن تورینگ در مقاله کلاسیک «ماشین محاسبات و اطلاعات» ساخته شده‌است.
محققان مورد سوم را به‌طور کلی به عنوان هوش عمومی مصنوعی می‌شناسند. با این حال، ری کورزوییل اصطلاح "قوی AI" را ترجیح می‌دهد. در کتاب خود The Singularity is Near، او با استفاده از کامپیوترهای معمولی به عنوان وسیله برای پیاده‌سازی مغزهای مصنوعی (هوش مصنوعی) بر روی شبیه‌سازی کل مغز تمرکز کرده‌است و ادعا می‌کند که اگر به این ترتیب که قدرت کامپیوتر با روند رشد انبساطی ادامه میابد، شبیه‌سازی مغز انسان روی کامپیوتر تا ۲۰۲۵ می‌تواند انجام شود. هنری مارکرام، مدیر پروژه "مغز آبی " (که در حال تلاش برای شبیه‌سازی مغز است)، ادعای مشابهی در سال ۲۰۲۰ در کنفرانس TED آکسفورد در سال ۲۰۰۹ مطرح کرد.

## روش‌های شبیه‌سازی مغز

برآورد اینکه چقدر قدرت پردازش برای تقلید از یک مغز انسان در سطوح مختلف (از ری کورزویل و آندرس ساندبرگ و نیک بوسترم)، همراه با سریعترین ابر رایانه ای از TOP500، توسط نقشه‌های سالیانه مورد نیاز است.

روش‌های دیگری علاوه بر رویکرد رایج تقلید مستقیم مغز انسان با استفاده از شبکه‌های عصبی مصنوعی بر یک موتور محاسباتی با کارایی بالا وجود دارد. اجرای یک جایگزین مصنوعی مغز می‌تواند بر اساس اصول هماهنگی / عدم انسجام فاز غیر خطی فناوری نانو هولوگرافی (HNeT) باشد. این قیاس با پردازش‌های کوانتومی از طریق الگوریتم سیناپسی هسته ای که دارای شباهت زیادی با معادله موج مکانیکی کوانتومی دارد، ساخته شده‌است EvBrain یک نرم‌افزار تکاملی است که توانایی این را دارد که بلافاصله شبکه‌های عصبی مغزی را مثل شبکه توسعه دهد.
آی بی ام کمک هزینه ۴٬۹ میلیون دلاری از پنتاگون برای تحقیق در زمینه ایجاد رایانه‌های هوشمند در نوامبر ۲۰۰۸ دریافت کرد پروژه Brain Blue با کمک IBM در لوزان انجام شد. این پروژه بر این فرض استوار است که ایجاد مصنوعی نورون‌ها در رایانه با قرار دادن سی میلیون سیناپس در موقعیت سه بعدی امکان‌پذیر است.
برخی از طرفداران هوش مصنوعی قوی این باورند که کامپیوترهای مربوط به مغز آبی و روح جالب ممکن است حدود سال ۲۰۱۵ از ظرفیت فکری انسان تجاوز کنند ما احتمالاً حدود سال ۲۰۵۰می‌توانیم مغز انسان را دانلود کنیم
در حالی که مغز آبی می‌تواند ارتباطات عصبی پیچیده را در مقیاس بزرگ نشان دهد ولی ارتباط بین فعالیت مغز و رفتارهای مغز را نشان نمی‌دهد و این خواسته را برآورده نمی‌کند. در سال ۲۰۱۲، پروژه Spaun (شبکه یکپارچه معماری اشاره گر معنایی) تلاش کرد تا قسمت‌های مختلف مغز انسان را از طریق نمایندگی‌های گسترده‌ای از ارتباطات عصبی مدل‌سازی نماید که علاوه بر نقشه‌برداری، رفتارهای پیچیده‌ای نیز ایجاد می‌کند.
طراحی Spaun عناصر آناتومی مغز انسان را بازسازی کرد. این مدل شامل تقریباً ۲٫۵ میلیون نورون می‌باشد که این نورون‌ها ویژگی‌هایی از جمله قوزک‌های بصری و حرکتی، اتصالات GABAergic و dopaminergic، منطقه قاعده شکمی (VTA), substantia nigra دارند. این طراحی به گونه ای است که چندین تابع می‌توانند با استفاده از دیده‌ها و حروف دست نوشته شده و کارهایی که به کمک بازوهای مکانیکی انجام می‌شوند به هشت کار متفاوت پاسخ بدهند. توابع Spaun شامل کپی نقاشی، شناسایی تصاویر و شمارش است.
دلایل خوبی برای باور داشتن وجود دارد که، صرف نظر از استراتژی پیاده‌سازی، پیش‌بینی‌های انجام مغز مصنوعی در آینده نزدیک خوشبین هستند.  به ویژه مغز (از جمله مغز انسان) و شناخت در حال حاضر به خوبی درک نمی‌شود، و مقیاس محاسبات مورد نیاز ناشناخته است. یکی دیگر از محدودیت‌های نزدیک مدت این است که تمام رویکردهای فعلی برای شبیه‌سازی مغز نیاز به سفارش مصرف انرژی بزرگتری نسبت به مغز انسان دارد. مغز انسان حدود ۲۰ را مصرف می‌کند W از قدرت در حالی که ابر رایانه‌های فعلی ممکن است تا مقدار ۱ استفاده کنید MW یا سفارش ۱۰۰٬۰۰۰ بیشتر. 

## آزمایش مغز هوش مصنوعی
بعضی از منتقدان شبیه‌سازی مغز بر این باورند که به وجود آوردن مستقیم هوش بدون تقلیدکردن از طبیعت هوش ساده‌تر است. قضیهٔ فوق یعنی طراحی مستقیم هوش به برخی از مفسران کمک کرده است و منجر به تلاش‌های اولیه برای ساخت ماشین‌های پروازی شده است؛ اما این هواپیمای مدرن مانند پرندگان به نظر نمی‌آید.
- AI takeover
- Animat
- Artificial consciousness
- Artificial intelligence
- Artificial Intelligence System
- Artificial life
- Biological neural networks
- Blue Brain
- CoDi
- Cognitive architecture
- Effective altruism
- Existential risk from advanced artificial intelligence
- Future of Humanity Institute
- Human Brain Project
- Multi-agent system
- Neuromorphic computing
- Never-Ending Language Learning
- Nick Bostrom
- Outline of artificial intelligence
- OpenWorm
- Robotics
- Simulated reality
- Superintelligence
- Turing's Wager